# 兰州市图书馆
兰州市图书馆是中华人民共和国甘肃省兰州市的一座综合性大中型公共图书馆，也是国家一级图书馆。馆址位于兰州市城关区雁宁路415号。

## 历史沿革
1956年7月，开始筹建兰州市图书馆。办公地址暂设在兰州市儿童图书馆内。接收甘肃省图书馆的七里河区王家堡和盐场区庙滩子两个图书阅览站所藏图书，开展图书借阅工作。
1957年11月7日，兰州市图书馆正式开馆。馆址设在山字石西街31号的四合院中。馆舍面积504平方米。1966年文化大革命开始后，图书馆业务陷入停滞。1971年，使用张掖路92号被关闭的兰州山字石基督教堂做为馆舍，恢复业务工作。1980年，落实宗教政策，退还基督教堂。另用酒泉路315号解放旅社做馆舍，面积达1103平方米。1987年，图书馆进行扩建，面积增加至1553平方米。
1997年12月，迁至兰州市城关区雁宁路415号。占地面积约3526平方米，总投资1103万人民币。
2003年，建成兰州市图书馆电子阅览室，2008年实现免费开放。
2018年，位于酒泉路信生大厦五楼的兰州市图书馆青少年分馆正式对外开放。

## 馆藏
1957年，兰州市图书馆藏书4万余册。1963年，藏书量达7.5万余册。1982年，藏书达28.6万余册。2007年藏书40万册。
兰州市图书馆独家收藏有《兰州春秋》《皋兰县新志》（手稿）以及兰州地方文献资料。

## 机构设置
兰州市图书馆为副县级建制，设有5个业务行政部门：
- 综合部
- 文献部
- 网络部
- 读者服务部
- 特藏文献部

## 历任馆长
| 姓名   | 任期           | 参考 |
| ------ | -------------- | ---- |
| 王统仁 | 1956年－？年   |      |
| 陈苏民 | 1980年－1984年 |      |
| 李玉琢 | 1984年－？年   |      |